# Umbelliferon
Umbelliferon (ook wel aangeduid als 7-hydroxycoumarine, hydrangine of skimmetine) is een organische verbinding uit de stofklasse der coumarines, met als brutoformule C9H6O3. In zuivere toestand is het een witte tot beige kristallijne vaste stof, die enkel in heet water licht oplosbaar is.
Umbelliferon is een natuurproduct dat voorkomt in een aantal planten van de schermbloemenfamilie (Apiaceae of Umbelliferae, vandaar de naam), waaronder lavas (Levisticum officinale) en koriander (Coriandrum sativum). Van umbelliferon zijn talrijke derivaten bekend, zoals skimmine, esculetine, herniarine, marmesine, angelicine en psoraleen.

## Synthese
Umbelliferon kan bereid worden door een Pechmann-condensatie, vertrekkende uit resorcinol en formylazijnzuur, dat in situ uit appelzuur kan bereid worden:

## Biosynthese
Umbelliferon is een fenylpropanoïde dat in de plant gemaakt wordt uit L-fenylalanine, dat op zijn beurt via de shikimaat-route wordt gevormd. Fenylalanine wordt door het enzym PAL (L-fenylalanine-ammonia-lyase) omgezet in kaneelzuur, gevolgd door hydroxylering door C4H (trans-cinnamaat-4-mono-oxygenase) tot 4-cumaarzuur. 4-cumaarzuur wordt verder gehydroxyleerd tot umbellinezuur (2,4-dihydroxykaneelzuur). Tot slot treedt een rotatie op rond de onverzadigde binding en wordt door intramoleculaire lactonvorming de tweede ring gevormd.

## Toepassingen
Vanwege zijn sterke uv-absorbantie (bij 300, 305 en 325 nm) wordt umbelliferon gebruikt in zonnebrandcrèmes en als optische witmaker in textiel. Verder wordt het toegepast als kleurstof in kleurstoflasers. Umbelliferon kan ook gebruikt worden als fluorescentie-indicator voor bepaalde metaalionen, waaronder koper en calcium.